# طاهر ألجي
طاهر ألجي ((بالتركية: Tahir Elçi)‏) ‏(1966 - 28 نوفمبر 2015) هو سياسي ومحامي تركي من أصول كردية. وكان رئيس نقابة المحاميين في ديار بكر. عُرف بتبنيه للقضية الكردية ودفاعه عن الأكراد.
تم اغتياله في 28 نوفمبر 2015 في ديار بكر، وذلك أثناء إدلائه بتصريح صحفي أصيب برصاصة بالرأس. واتهم صلاح الدين دميرتاش رئيس حزب الشعوب الديمقراطي الحكومة التركية بتنفيذ الاغتيال. وكان طاهر ألجي قد اعتُقل في أكتوبر 2015 قبل شهر من اغتياله بسبب تأكيده على أن حزب العمال الكردستاني ليس منظمة ارهابية، ووجَهَت إليه محكمة إسطنبول تهمة التحریض على الإرهاب عبر الصحافة، قبل أن يُفرج عنه مع مراقبة قضائية.